# Долобское озеро
Долобское озеро, также Дулебское озеро (укр. Долобське озеро), — озеро, упоминаемое в летописях, как место съезда древнерусских князей 1103 года. Предположительно располагалось посреди Труханового острова.
В 1151 году Юрий Долгорукий, пытаясь отвоевать Киев, спустил свои ладьи в Долобское озеро, а затем перенёс волоком в реку Золочу и вышел в Днепр.

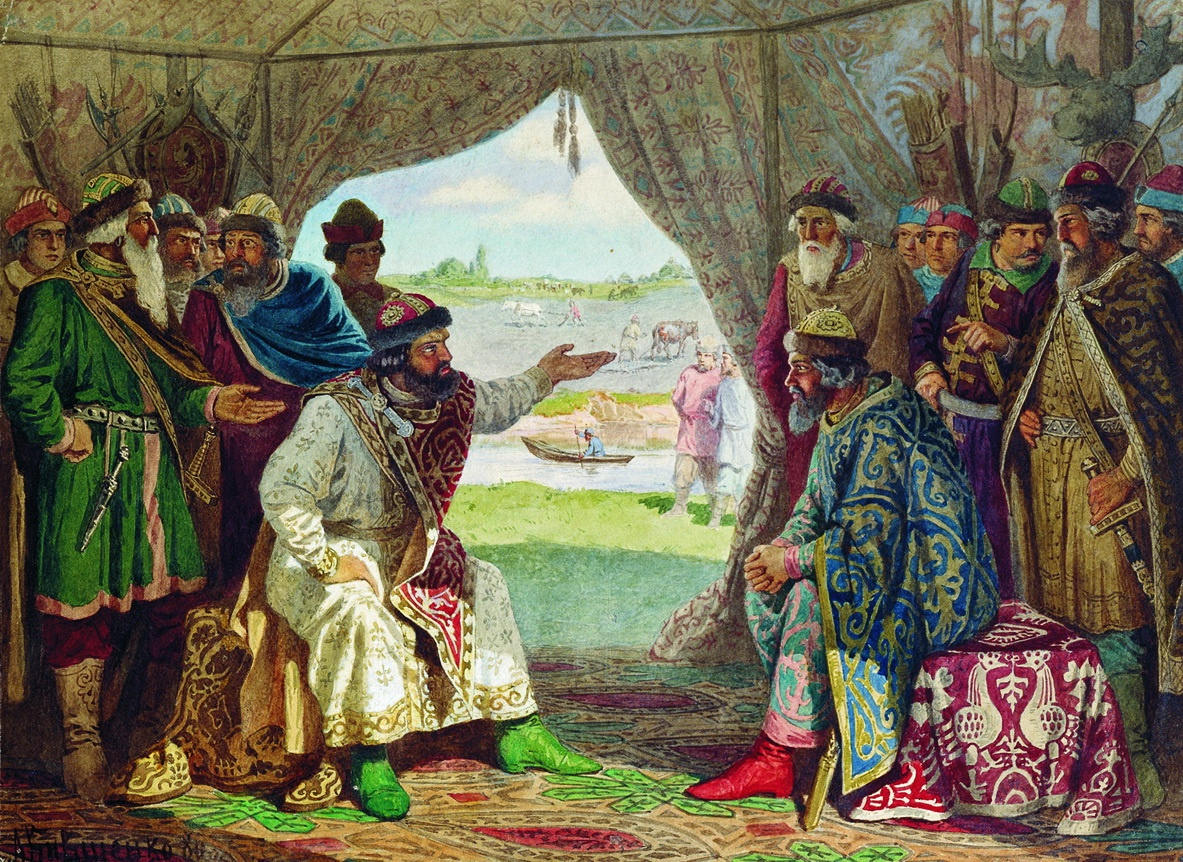
А. Д. Кившенко. «Долобский съезд князей — свидание князя Владимира Мономаха с князем Святополком».

Часть исследователей считает, что Долобское озеро располагалось на Трухановом острове и соответствует современной системе озёр Бабьего на Трухановом острове, тогда составляли одно целое с современным Матвеевским заливом.
В наше время это Долобецкий пролив (пролив Долбичка). Подтверждение локализации Долобецкого озера на Трухановом находим в грамоте Сигизмунда I от 1510 года, передающий озеро во владение Никольскому монастырю: «И мы им на то дали сесь наше письмо: пусть они тое озеро наше Долобеск с Усть в острове Тихонов держат». Существуют так же версии, считающие, что Долобским озером назывался водоём у села Витачов.